# Мамедов, Фуад Теюб оглы
Фуад Тейюб оглы Мамедов (азерб. Fuad Teyyub oğlu Məmmədov; род. 28 октября 1946, Баку) — культуролог, доктор исторических наук, профессор кафедры истории Академии государственного управления при президенте Азербайджанской Республики, президент учрежденной Академией наук и Министерством культуры Азербайджана — Ассоциации культуры Азербайджана «Симург», азербайджанский ученый, педагог, просветитель и общественный деятель, основоположник культурологической науки в республике, член Дворянского собрания Азербайджана.
Иностранный член Российской академии естественных наук (РАЕН, 2021), действительный член Международной академии глобальных исследований (2018), Всемирной академии слова (2018), Международной гуманитарной академии «Европа-Азия» (2013), Международной академии педагогических и социальных наук (2004), Международной академии наук «Проблемы интеллектуального развития» (2002).

## Биография
Фуад Тейюб оглу Мамедов родился 28 октября 1946 года в городе Баку, в интеллигентной семье. В 1964 году окончил 11-летнюю среднюю школу № 150 г. Баку, а в 1969 году — химико-технологический факультет Азербайджанского института нефти и химии им. М. Азизбекова (АзИНЕФТЕХИМ). Женат имеет двоих детей и четырёх внуков.
В 1969—1990 гг. Фуад Мамедов работал в системе Академии наук Азербайджана, в должности младшего научного сотрудника Института истории, заведующего отделом Музея истории Азербайджана, главного научного сотрудника Института истории.
Является воспитанником научной школы Института истории естествознания и техники АН СССР (В. А. Волков). В 1975 году защитил кандидатскую, в 1984 году — первую докторскую диссертацию по истории науки в Азербайджане по специальности «История Азербайджана (07.00.02)».
В 1990—1999 гг. Ф. Т. Мамедов работал профессором и заведующим кафедрой культурологии Бакинского института социального управления и политологии. С 1999 года — по настоящее время является профессором кафедры истории Академии государственного управления при президенте Азербайджанской Республики.

## Научно-педагогическая деятельность. Основные результаты исследований
Своими инновационными исследованиями в области истории и теории культуры, начатыми в 1989 году, Фуад Мамедов заложил основу нового направления в азербайджанской науке — культурологии. Им опубликовано свыше 300 монографий, книг, учебных пособий, научных и научно-просветительских статей в области истории науки, истории и теории культуры и цивилизации, культуры человеческой жизнедеятельности и культуры государственного управления.
Среди ранних научных трудов по истории науки можно отметить коллективную работу «Академия наук Азербайджанской ССР» (Баку, 1976), а также опубликованные Институтом научной информации по общественным наукам АН СССР монографии: «Становление и развитие Советской химической науки и производств в условиях социалистического строительства. 1920—1941 (по материалам Азербайджанской ССР)» (Баку, 1984), «Вклад ученых-химиков в развитие народного хозяйства и укрепление обороноспособности СССР в годы Великой Отечественной войны. 1941—1945 (по материалам Азербайджанской ССР)» и другие. В этот период им были разработаны концепции Центра истории и теории науки, Музея истории науки Азербайджана, а также монографии «Видные деятели науки Азербайджана».
Основные монографии профессора в области культурологии, получившие международное признание — «Культурология. Вопросы теории и истории», «Культурология как путь к эффективной жизнедеятельности», «Культура управления. Опыт зарубежных стран», «Культурология, культура, цивилизация», "История Ассоциации культуры Азербайджана «Симург. 1990—2015», «Культурология и человеческое развитие», «Культурология: ответы на вызовы XXI века»», «Культура спасет мир».
Профессор Ф. Т. Мамедов впервые разработал культурологическую методологию и методы с использованием теории нечеткой логики Лютфи Заде, универсальный метод «культурологическая пирамида», культурологические формулы: «культурный человек», «два крыла культуры», «благополучная семья», «эффективность культуры», «эффективность управления», «эффективность социально-культурного прогресса», «гуманитарная безопасность», «конкурентоспособность государства», «меритократическое воспитание и управление». Сформулировал культурологические понятия: «научное определение культуры», «факторы культурного развития», «культура как социальная система», «человеческий капитал, как развивающаяся система», «универсальная культурная идентичность». Разработал культурологические концепции, проекты и модели: «К формированию новой, демократической культуры в Азербайджане», «Новая цивилизация», «Высококультурный человек» («Homo Culturalis»), Ассоциации культуры Азербайджана «Симург», Международного университета мировой культуры, Международного центра культурологии, Международного культурологического журнала «Симург» (вопросы истории и теории мировой культуры и цивилизации), Центра развития человеческого капитала, Ассоциации неправительственных организаций «Зака», предложения к «Концепции устойчивого и безопасного развития Азербайджанской Республики в условиях глобализации: взгляд на будущее», «О практическом использовании возможностей культурологической науки в национальном и глобальном управлении», «Концепцию сетевой кафедры ЮНЕСКО по глобальной культурологии», «Концепцию культурологических реформ в Азербайджане и план действий», «Культурологическую концепцию совершенствования системы образования в Азербайджанской Республике» и др.
Разработанные им культурологические инновации имеют практическое значение для развития человеческого капитала и общества высококультурных людей, устойчивого и инклюзивного развития Азербайджанской Республики, а также для совершенствования диалога культур и цивилизаций, предотвращения экстремизма и устойчивого развития в условиях глобализации, быстрых изменений и вызовов времени.
Фуад Мамедов выступал с докладами на международных форумах, в обществах и посольствах в России, США, Германии, Норвегии, Франции, Бельгии, Южной Корее, Таиланде, Египте, Греции, Турции, Иране, Коста-Рике, Румынии, Венгрии, Индии и других странах. Некоторые из монографий имеются в государственных библиотеках России, США, Германии, Объединённого Королевства, Японии, Китая, Австрии, Франции, Венгрии, Эстонии и других стран, а также в библиотеках ООН, ЮНЕСКО, Римского Клуба, Конгресса США. Был включен в базу данных экспертов Совета Европы по культурной политике (2000 г.), выступал на пленарном заседании международной конференции в ООН по Миллениуму (2000 г.). С 2014 по 2018 годы был членом организационного комитета Международных Лихаческих научных чтений. Предложенный профессором Ф. Т. Мамедовым базовый принцип «О содействии формированию культурной идентичности людей» был включен в Казанскую Декларацию ЮНЕСКО 2016 года по гуманитарной безопасности.

## Общественная и просветительская деятельность
В студенческие годы избирался секретарем комсомольской организации факультета, председателем профсоюзного комитета Института. В этот период АзИНЕФТЕХИМ вышел на третье место в СССР по результатам Всесоюзного конкурса на лучшую организацию труда, быта и отдыха студентов. Фуад Мамедов избирался делегатом VI съезда профсоюза высших школ и научных учреждений СССР, XIII съезда профсоюзов Азербайджана и XIV съезда профсоюзов СССР, на котором представлял студенчество республики. Он был первым студентом Института, принятым в ряды КПСС по инициативе партийного комитета АзИНЕФТЕХИМ.
В годы работы в Академии наук, на общественных началах он являлся ученым секретарем Научного совета по выставкам работа АН Азербайджана, председателем Общества «Знание» музея истории Азербайджана, заместителем председателя правления Общества «Знание» Академии наук Азербайджанской ССР. По результатам работы Ф.Т Мамедова в эти годы ученые и научные учреждения АН Азербайджанской ССР были награждены более чем 200 золотыми, серебряными и бронзовыми медалями и дипломами ВДНХ СССР.
Наряду с научной и педагогической работой, Фуад Мамедов более тридцати лет активно занимается общественно-просветительской деятельностью, направленной на формирование и развитие высококультурных людей, как ведущего ядра человеческого капитала и стратегического возобновляемого ресурса устойчивого и безопасного развития Азербайджанской Республики.
В настоящее время он является президентом первой неправительственной организации республики в области культуры — Ассоциации культуры Азербайджана «Симург», председателем общества культурологов Азербайджана, руководителем Центра культурологии «Симург», учредителем и редактором Международного культурологического журнала «Симург», научным руководителем культурологического семинара «Культура и общество», заместителем Совета аксакалов Ясамальского района г. Баку, заместителем председателя правления Международной общественной организации «Великий Волжский Путь». Под руководством и при участии Фуада Мамедова в Азербайджане и за рубежом организовано свыше 300 просветительских культурологических семинаров, мастер-классов, круглых столов, выездных лекций, тренингов. На Азербайджанском государственном телевидении и по каналу «Медениййет» проведено более 200 телевизионных передач «Идрак» (понимание), множество лекций и тренингов для персонала государственного агентства «АСАН хидмети» на темы: «этическая культура», «культура труда» и «культура управления». В результате его выступлений в 1991 году в Коста Рике, эта Центрально-американская страна одной из первых официально признала государственную независимость Азербайджана.

## Награды и поощрения
В 1969—1990 годы Фуад Мамедов был награждён Почётной грамотой ЦК КПСС, Совета Министров СССР, ВЦПС и ЦК ВЛКСМ («за достижение наивысших результатов во Всесоюзном соцсоревновании») (1977 г.), серебряной и бронзовой медалями и дипломом ВДНХ СССР, нагрудным знаком «Победитель социалистического соревнования» (1974 г.), Почетной грамотой Общества «Знание» Азербайджанской ССР, медалью «За активную работу» Всесоюзного общества «Знание».
Начиная с 90-х годов, научная, педагогическая, просветительская и общественная деятельность проф. Ф. Т. Мамедова была оценена национальными общественными премиями «Умай», «Интеллект», «Золотое перо», почетными грамотами министерства культуры и туризма, министерства образования Азербайджанской Республики, дипломом Государственного комитета АР по проблемам семьи, детей и женщин, нагрудными знаками Министерства образования, Республиканского комитета профсоюза работников культуры АР и Омбудсмена Азербайджанской Республики, медалью почета Биографического Института США, золотой медалью Министерства образования Египта, медалью Правительства Москвы «За вклад в международное сотрудничество» (2017), золотой медалью «Роза мира» Института культуры мира ЮНЕСКО и Международной гуманитарной Академии «Европа-Азия», международной медалью «Симург», высшей наградой Всемирного Духовного Университета Брахма Кумарис — «Бестелесная высшая душа», Международным орденом «Творец эпохи», золотой медалью Питирима Сорокина Международного Института Питирима Сорокина-Николая Кондратьева, имеющего консультативный статус ЭКОСОС ООН, премией "Глобус" Всемирной академии слова, почетными званиями «Посол Культуры» и «Посол Мира», наградами ряда других отечественных и международных общественных организаций. Удостоен сертификата ЮНЕСКО «Социальные трансформации и цели устойчивого развития» (2017).
За вклад в развитие азербайджанской и мировой культурологии профессор Фуад Мамедов был избран иностранным членом Российской Академии Естественных Наук (РАЕН, 2021), академиком Международной академии глобальных исследований (2018), Всемирной академии слова (2018), Международной гуманитарной академии «Европа-Азия» (2013), Международной академии педагогических и социальных наук (2004), Международной академии наук «Проблемы интеллектуального развития» (2002).
В 2024 году награждён золотой медалью Питирима Сорокина за выдающийся вклад в развитие диалога и партнёрства цивилизаций.

## Медиафайлы
- Р. П. Трофимова. О культуре и культурологии (размышления о книге Ф. Мамедова «Культурология. Культура. Цивилизация».)
- Шелаля Кесеменли. Книга жизни, ставшая настольной для каждого азербайджанца.·
- Экономика — как феномен культуры".
- Путь к совершенству человека. Символ гуманизма, разума и мужества, непоколебимой воли и верности своим убеждениям.
- ZOOM. Фуад Мамедов — «Ответы на вызовы XXI века.»